# Hôtel Dalat Palace
L'hôtel Dalat Palace (autrefois Langbian Palace) est un palace situé à Dalat au Viêt Nam. C'est un édifice classé au patrimoine. 

## Historique

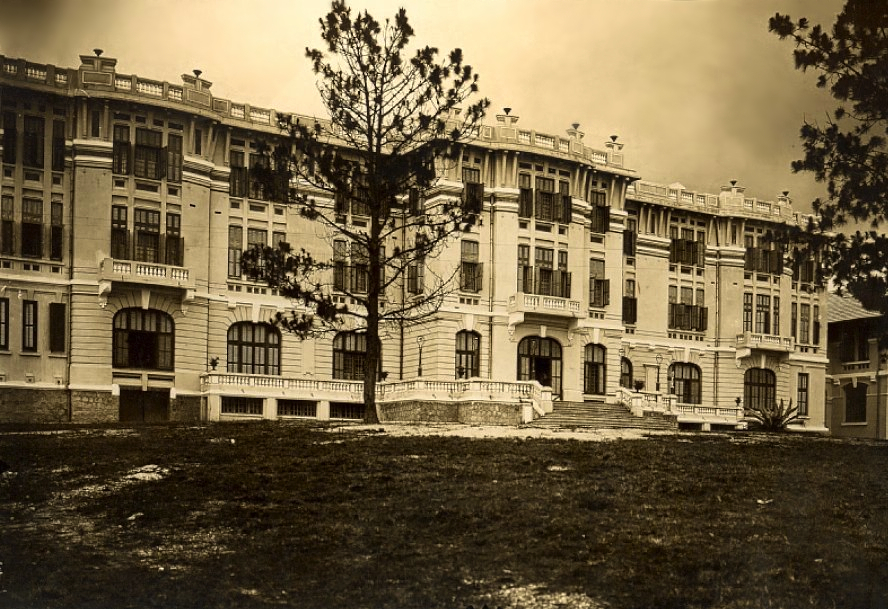
Vue de l'hôtel peu après son inauguration.

Dalat est une ville de villégiature prisée du temps de l'Indochine française. On la surnomme « la ville de l'éternel printemps », car la température ne tombe jamais à moins de 10° et n'excède pas 25°. Du temps de la Première Guerre mondiale, la ville n'offre que quelques bungalows aux Français qui ne peuvent retourner en Europe. C'est en 1922 qu'un hôtel de luxe appelé Langbian Palace est inauguré. Il est rénové en 1943 et perd ses ornements éclectiques début de siècle, mais gagne en confort. Il est fréquenté alors par les coloniaux fuyant les grandes chaleurs pendant les vacances. C'est au cours d'un bal au Langbian Palace qu'a été présentée à l'empereur Bao Dai, âgée de vingt-deux ans, sa future épouse Nam Phuong.
Aujourd'hui, il offre quarante-cinq suites et chambres de luxe pour les touristes internationaux et donne sur un parc soigné et un golf.